# Gasos de xemeneies
Una xemeneia de gasos és un tub vertical de canal o una estructura similar a través del qual passen els gasos de combustió fins a arribar a l'atmosfera. Els gasos de combustió es produeixen quan el carbó, petroli, gas natural, fusta o qualsevol altre combustible es crema en un forn industrial, caldera d'una central elèctrica generadora de vapor, o un altre dispositiu de combustió gran.

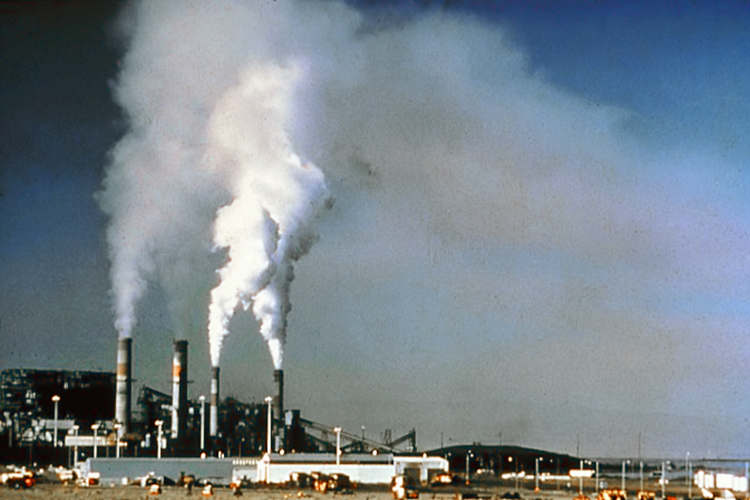
Les emissions d'una planta d'energia a Nou Mèxic que contenien quantitats excessives de diòxid de sofre.

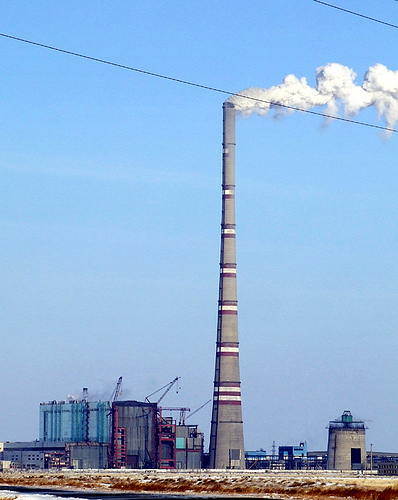
Gas de la xemeneia a GRES-2 Power Station a Ekibastusz, Kazakhstan

La composició d'aquests gasos depèn del que s'està cremant. Però generalment estan constituïts de diòxid de carboni (CO₂) i vapor d'aigua (H₂O), així com nitrogen (N₂) i oxigen (O₂) en excés restant de la ingesta d'aire de combustió. També conté un petit percentatge de contaminants com ara partícules, monòxid de carboni (CO), òxids de nitrogen (NOx) i òxids de sofre (SOx).
Les xemeneies dels gasos de combustió són sovint bastant altes. Poden arribar fins als 400 metres o més. El fet que siguin tan altes és degut al fet que així es poden dispersar els contaminants d'escapament sobre una àrea més gran i amb això reduir la concentració dels contaminants als nivells requerits per la política governamental ambiental i la regulació ambiental.
Els gasos de combustió a dins de la xemeneia són més calents que l'aire de l'exterior, això vol dir que també són més densos. Això fa que la part inferior de la columna de la xemeneia tingui una pressió menor a la pressió atmosfèrica, que és la que hi ha a la part superior de la columna. Aquest fet és la causa que el gas pugi cap amunt.

## Depuració
Hi ha diferents formes de depurar y eliminar els contaminants presents en els gasos de combustió. En les plantes d'energia s'utilitzen els següents processos químics i depuradors:
- Precipitadors electroestàtics o filtres de tela per eliminar partícules sòlides.
- Dessulfuració del gas per capturar al diòxid de sofre (SO2) produït per la crema de combustibles fòssils, en particular el carbó.
- Els òxids de nitrogen es tracten, bé per modificacions en el procés de combustió per evitar la seva formació, o per alta temperatura o reacció catalítica amb amoníac o urea. En qualsevol cas, l'objectiu és produir gas nitrogen, en lloc dels òxids de nitrogen.

Als Estats Units, hi ha un ràpid desplegament de tecnologies per eliminar el mercuri dels gasos de combustió típicament per adsorció en adsorbents o per captura en sòlids inerts, com a part del producte de dessulfuració de gasos de combustió.
Hi ha un nombre de tecnologies provades per a l'eliminació de contaminants emesos per les plantes d'energia que estan disponibles ara. També hi ha investigacions en curs en les tecnologies que eliminin encara més contaminants de l'aire.